# هپبرگ
هپبرگ (به آلمانی: Hepberg) یک شهر در آلمان است که در آیشتت واقع شده‌است.

## خصوصیات
هپبرگ ۴٫۱۶ کیلومترمربع مساحت دارد ۴۳۰ متر بالاتر از سطح دریا واقع شده‌است.